# Courtney Conlogue
Courtney Conlogue est une surfeuse professionnelle américaine née le 25 août 1992 à Orange, en Californie du sud.

## Biographie
Courtney Conlogue est une surfeuse américaine, elle se qualifie pour le CT (Championship Tour de la Worl Surf League : regroupant les 17 meilleures surfeuses de la planète) en 2010 après avoir fini 3e des séries qualificatives (QS).
L'année suivante, elle remporte les QS et finit 8e du CT assurant ainsi son maintien pour 2012.
Depuis 2011, elle n'a jamais quitté le CT où son meilleur classement est 2e en 2015.
Son principal sponsor était Billabong. Elle est aujourd'hui soutenue par Swatch, Jolyn clothing, RockstarEnergy et le shaper Tim Stamps.
Elle fait aussi de la peinture et a fondé une marque, Sea Tiger.

## Palmarès et résultats

### Saison par saison
- 2009 : Championne du monde ISA de surf open au Costa Rica
- 2015 :
  - CT :
    - 3e du Rip Curl Women's Pro Bells Beach à Bells Beach (Australie)
    - 1ere du Drug Aware Margaret River Pro à Margaret River (Australie)
    - 1re du Oi Rio Women's Pro à Rio de Janeiro (Brésil)
    - 3e du Women's Vans US Open of Surfing à Huntington Beach (États-Unis)[2]
    - 1re du Cascais Women's Pro à Cascais (Portugal)[3]

  - QS :
    - 2e du Paul Mitchell Supergirl Pro à Oceanside (États-Unis)
- 2016 :
  - 2e du Roxy Pro Gold Coast à Snapper Rocks (Australie)
  - 1ere du Rip Curl Women's Pro Bells Beach à Bells Beach (Australie)
  - 2e du Drug Aware Margaret River Pro à Margaret River (Australie)
  - 3e du Oi Rio Women's Pro à Rio de Janeiro (Brésil)
  - 1ere du Cascais Women's Pro à Cascais (Portugal)
  - 3e du Roxy Pro France à Hossegor (France)

### Classement
| Circuit | 2010 | 2011 | 2012 | 2013 | 2014 | 2015 | 2016 | 2017 | 2018 | 2019 | 2020 | 2021 |
| QS      | 3e   | 1e   | 3e   | 3e   | NC   | 31e  | 159e | 27e  | 155e | 27e  | -    |      |
| CT      | NC   | 8e   | 5e   | 4e   | 9e   | 2e   | 2e   | 4e   | 8e   | 7e   | -    |      |